# Nazwisko patronimiczne
Nazwisko patronimiczne, patronimik (łac. patronymicum) – nazwisko utworzone na podstawie imienia ojca. Znacznie rzadszym zjawiskiem jest nazwisko matronimiczne, matronimik utworzony na podstawie imienia matki.

## Użycie patronimików w Polsce
Polskimi przykładami nazwisk patronimicznych są Wojciechowski, Andrzejczak, Janowski, Domin.
Śladem dawnych patronimików w Polsce są nazwiska z końcówką -ic (w dialektach mazurzących) lub -icz (w dialektach niemazurzących) np. Piotrowicz, Markiewicz itp. Znacznie częściej nazwiska na -ic i -icz tworzone były od nazw osobowych (przydomków) np. Babic / Babicz, Czernic, Głowicz lub zawodów, czy urzędów np. Cieślic, Wojewodzic, Księżyc (syn księdza, czyli daw. księcia) itp.
Patronimiki są jeszcze używane na Podhalu, obecnie już tylko w sytuacjach potocznych. Przykładem osób z patronimicznym członem nazwiska byli bracia Jan i Józef Gąsienicowie Tomkowowie, znani przewodnicy tatrzańscy czy Stanisław Gąsienica Sobczak – polski rzeźbiarz i ceramik.

## Białoruś
Najbardziej rozpowszechnioną na Białorusi formą nazwiska jest ta z końcówką -icz. Pochodzi ona od imienia przodka, czyli jest typowym nazwiskiem patronimicznym. W odróżnieniu od księstwa Moskiewskiego (później Rosji), gdzie chłopi zaczęli dostawać nazwiska dopiero w XIX wieku, stan niższy na Białorusi miał nazwiska już czasach Wielkiego Księstwa Litewskiego. Większość z nadawanych nazwisk miała właśnie końcówkę -icz (Daszkiewicz, Mickiewicz, Iwanowicz, Boborwicz etc.). W XVI/XVII wieku forma -icz pojawiła się również w Polsce właśnie pod wpływem białoruskim.

## Rosja
Współczesne rosyjskie imiona odojcowskie (otczestwa) biorą swój początek od patronimików, stosowanych na Rusi. Ruskie imiona odojcowskie pojawiły się w X wieku. Pierwsza wzmianka o patronimikach pochodzi z 945 roku. Do XIII stulecia częstotliwość używania imion odojcowskich była znikoma.

### Męskie imiona odojcowskie
Forma męskiego patronimika w języku ruskim z końcówką -icz była w użyciu u rodów bojarskich Rusi Kijowskiej i Księstwa Moskiewskiego: na przykład Jarosławicz, Wsiesławicz, Dobrynicz. Niższe warstwy nie miały pozwolenia na dodawanie imienia ojca do własnego.
Od XV wieku za szczególny przywilej uznawano dodanie do imienia ojca końcówki -wicz: Jarosławowicz, Wsiesławowicz, Dobrynowicz. Takie wyróżnienie otrzymywało się od cara za szczególne zasługi. Na przykład w 1610 roku car Wasyl Szujski, w podzięce za pomoc kupców Stroganowych w przyłączeniu Uralu i Sybiru do państwa moskiewskiego, wydał pozwolenie Maksymowi i Nikicie Stroganowym oraz ich potomkom dodawać końcówkę -wicz. W XVII wieku Stroganowowie byli jedynymi przedstawicielami kupiectwa posiadającymi taki przywilej.
Patronimiki ludzi z niższych warstw początkowo tworzono przez dodanie krótkiej formy przymiotników dzierżawczych imienia ojca: Iwan Pietrow znaczyło „Iwan syn Piotra”.

### Żeńskie imiona odojcowskie
Patronimiki żeńskie formowane były na dwa sposoby, przy czym w obu przypadkach powstawały w oparciu o regułę tworzenia imion odojcowskich ludzi z niższych warstw.
- Patronimiki męskie, kończące się na spółgłoskę przekształcano na formę przymiotnika dzierżawczego i dodawano końcówkę -na: Borys (ojciec) – Borysow (syn) – Borysowna (córka), Andriej – Andriejew – Andriejewna (tę formę tworzenia patronimików wraz z formą męską można łatwo zapamiętać kojarząc z polskim tytułem król, gdzie syn króla to królewicz, natomiast córka to królewna)
- W przypadku, gdy imię męskie kończyło się na samogłoskę, przekształcano je w krótką formę przymiotnika dzierżawczego i dodawano końcówkę -iczna: Łuka (ojciec) – Łukin (syn) – Łukiniczna (córka), Foma – Fomin – Fominiczna. Wyjątki stanowią takie patronimiki jak: Nikita – Nikitin – Nikiticzna (nie Nikitiniczna), Sawwa – Sawwin – Sawwiczna (nie Sawwiniczna), Zosima – Zosimin – Zosimowna (nie Zosiminiczna)

Zasady tworzenia patronimików ukraińskich i białoruskich prawie nie różnią się od zasad rosyjskich.
We współczesnych kulturach wywodzących się z Rusi Kijowskiej imiona odojcowskie funkcjonują na zasadzie drugiego imienia, nie zastępują nazwiska. Niemniej jednak znane są nazwiska pochodzenia patronimicznego funkcjonujące jako typowe, dziedziczone z pokolenia na pokolenie, np. Wasiliew, Iwanow, Michajłow.

## Skandynawia
W Skandynawii patronimiki używane były jako nazwisko (i do dziś nazwiskami są; nie zmieniają się już jednak z pokolenia na pokolenie, a funkcjonują tak jak w Polsce). Patronimiki te były tworzone za pomocą końcówek:
- -sen lub -son (w przypadku mężczyzn, oznaczające ‘syn’)
- -dottir lub -dóttir (w przypadku kobiet, oznaczające ‘córka’)

Na przykład syn Sørena to Sørensen, a córka to Sørensdottir.

### Islandia
Przetrwały one w swojej pierwotnej postaci jedynie na Islandii, gdzie nadal tworzone są zgodnie z podanymi wyżej zasadami (końcówki -son lub -dóttir w zależności od płci). Dla obcokrajowców może stanowić to więc zaskoczenie, gdy członkowie tej samej rodziny mogą nosić cztery różne „nazwiska” (tzn. matki, ojca, męskich i żeńskich potomków; na przykład rodzice: Jón Stefánsson i Bryndís Atladóttir mogą mieć syna o nazwisku Fjalar Jónsson i córkę Kata Jónsdóttir). Jednocześnie na Islandii nazwisko patronimiczne ma drugorzędne znaczenie, a mieszkańcy, nawet w sytuacjach oficjalnych, zwracają się do siebie i mówią o sobie po imieniu. Także abonenci w książce telefonicznej są ułożeni w kolejności alfabetycznej ich imion.

## Holandia
W Holandii stosowało się końcowki -zoon (dla syna) i -dochter (dla córki) (stąd Abel Janszoon Tasman to 'Abel, syn Jana Tasmana’, Rembrandt Harmenszoon van Rijn to 'Rembrandt, syn Harmena van Rijn’, zaś Kenau Simonsdochter Hasselaer to 'Kenau, córka Simona Hasselaera’). Z czasem końcówki te skróciły się do (odpowiednio) -sz (-s) i -dr. Stosowano również końcówki -se/, -sen (na północy nawet tylko -s zarówno dla synów, jak i córek). Nazwiska patronimiczne przekształciły się później w nazwiska i dziedziczone były tak, jak m.in. w Polsce.

## Anglia, Szkocja i Irlandia
W Szkocji oraz Irlandii popularny był przedrostek Mac (rzadko spotykany odpowiednik dla córek: Nic). Przykładowo MacCoinneach (w wersji zanglicyzowanej: Mackenzie) oznacza ‘syn Coinneacha’, zaś NicDhòmhnaill – ‘córka Dòmhnailla’ (zob. lenicja).
W Irlandii równie popularny był przedrostek Ó' (zanglicyzowane: O'), oznaczające wnuka, np. O'Brian.
W całej Wielkiej Brytanii i Irlandii można spotkać również przedrostek fitz- (który pochodzi od archaicznej francuskiej formy fitz, czyli syn; por. dzisiejsze francuskie fils). Na Wyspy Brytyjskie zaniesiony został przez Normanów, np. Fitzroy, Fitzgerald. W późniejszych czasach oznaczał nieślubne dziecko królewskie lub książęce, uznane przez ojca.

## Węgry
Rzadko spotykana, przechowana obecnie w nazwiskach, jest końcówka -fi (lub -fy), przeznaczona dla synów, np. Sándor Petőfi, aczkolwiek w tym przypadku jest to nazwisko dosłownie przetłumaczone; ojciec poety był zmadziaryzowanym Serbem i nazywał się Petrović. W języku węgierskim nazwisko zapisywane jest zawsze przed imieniem.

## Rumunia
Bardzo popularne w Rumunii są nazwiska zakończone na -escu, np. Petrescu (czyli 'syn mężczyzny o imieniu Petru’).

## Inne kraje europejskie
- Hiszpania: -ez, niekiedy -az, -es (np. Luis Henríquez, Feliciano López, Susana Díaz)
- Gruzja: -szwili (np. Lewan Kobiaszwili, Micheil Saakaszwili, Iosif Wissarionowicz Dżugaszwili)

## Etiopia
W Etiopii na prawach nazwiska funkcjonuje imię ojca w niezmienionej postaci, np. Mengesza syn Johannysa będzie się nazywał Mengesza Johannys, a gdy on sam będzie miał syna o imieniu Tewodros, będzie on nazywał się Tewodros Mengesza. Decyduje kolejność, np. Mengesza Tewodros oznaczać będzie zupełnie inną osobę.

## Irak
W Iraku większość ludzi nie ma nazwisk, lecz są nazywani są w następujący sposób: imię własne + imię ojca + imię dziadka (od strony ojca) + opcjonalnie miejsce pochodzenia.
Przykład: Muhamad Salih Dilan znaczy tyle, co 'Muhamad, syn Saliha, który jest synem Dilana’. Niektórzy mają również nazwisko pochodzące od klanu albo plemienia, z którego pochodzą, jak na przykład Al Dulaimi.
Przykłady patro- i matronimików można odnaleźć w bardzo wielu, poza wyżej wymienionymi, obszarach kulturowych i językowych.